# Hopen
Hopen a Norvégiához tartozó Spitzbergák déli részén fekvő egyik sziget. Hopent 1613-ban valószínűleg a Kingston upon Hullból származó Thomas Marmaduke fedezte fel, aki a régi katonai vezényszó után Hopewellnek nevezte el a szigetet.
A Norvég Meteorológiai Szolgálat személyzettel rendelkező időjárási állomást üzemeltet a szigeten, melynek 4 fős legénysége van. Az ő jólétük biztosítása érdekében három kabint rendeztek be a szigeten.
A II. világháború alatt a Luftwaffe egy meteorológiai csoportot helyezett a szigetre a Citronella hadművelet idején.

## Természet
Telente Hopenen jelentős számú jegesmedvével lehet találkozni. Ezen felül az itt található alfaj, genetikailag is különbözik a Barents-tengernél lakó társától.

### Jelentős Madár Terület
A sziget a BirdLife International besorolása szerint Jelentős Madár Területnek számít. Itt van a költőhelye mintegy 40.000 pár háromujjú csüllőnek, 150 000 vastagcsőrű lummának, valamint 1000 pár fekete lummának.

## Galéria

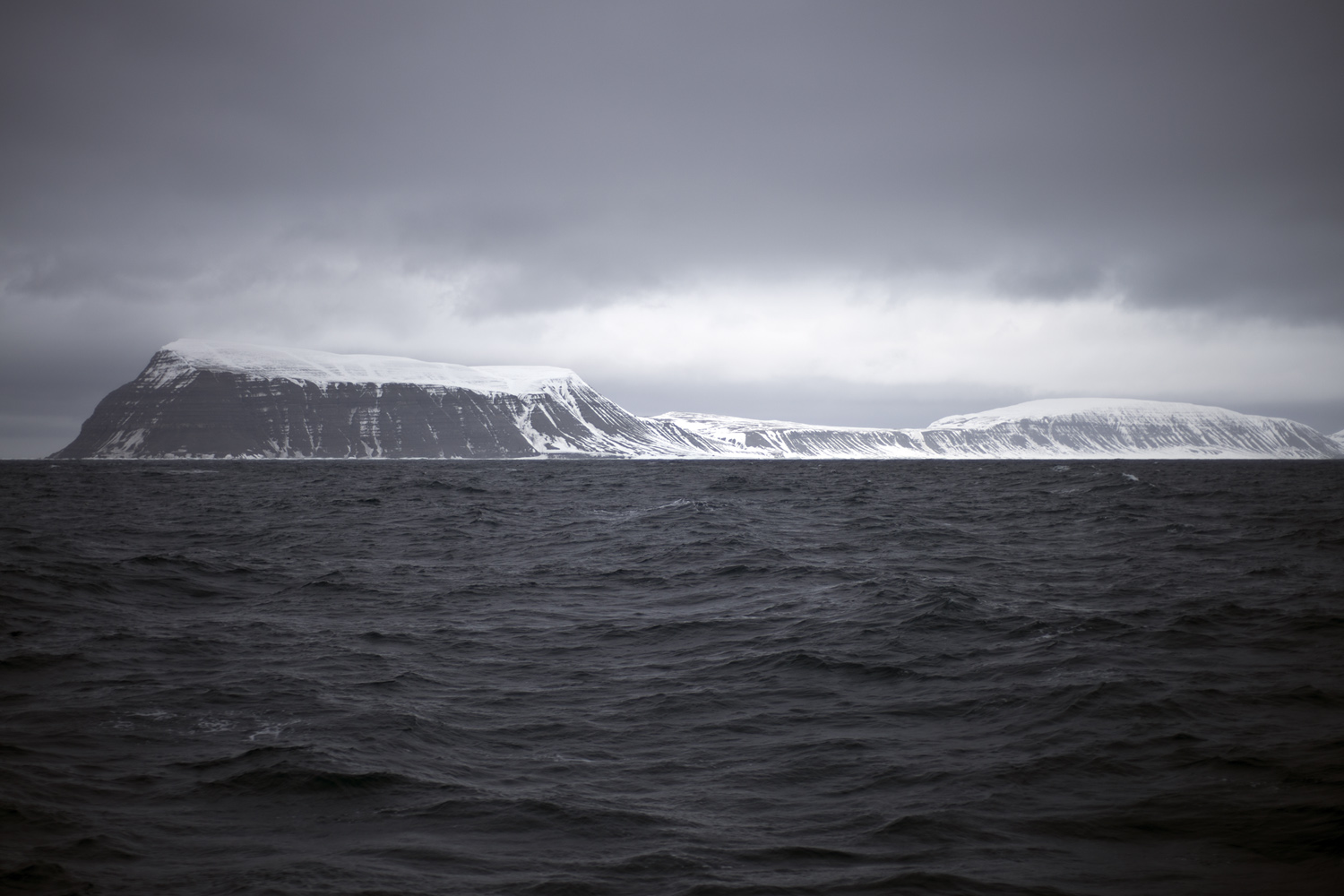
A sziget legdélebbi pontja és a legmagasabb hely, az Iversenfjellet (370 m) délről